# ディクタス
ディクタス（Dictus、1967年4月11日 - 1989年9月20日）は、フランス生産の競走馬、種牡馬である。
競走馬としては1971年にG1競走のジャック・ル・マロワ賞に優勝、種牡馬としては日本に輸入されてすぐに1984年にファーストシーズンサイヤーチャンピオンになると、3歳チャンピオンのサッカーボーイをはじめ多くの活躍馬を出した。
1969年より主にフランスで競走生活を送り、引退後の1972年よりフランスで種牡馬となり、1980年に日本へ輸出された。以後フランスに残した産駒からザラテア、パリカラキ、日本ではスクラムダイナ、サッカーボーイといったGI優勝馬を輩出した。

## 競走馬時代
1968年に6万4000フラン（約466万円）でホセ・M・ソリアーノに購買され、R・ド・モニイパジョル厩舎に入厩し、ラテン語で「お告げ」を意味する「Dictus」と名付けられた。

### 2歳時（1969年）
2歳でデビューしたディクタスはダリア賞で3着になり、フォンテーヌブロー競馬場のブーケデュロワ賞（Prix du Bouquet du Roi、1700メートル）に勝って2戦1勝でシーズンを終えた。

### 3歳時（1970年）
3歳の時は、春にジュドランジュ賞（Prix Jus d'Orange、2000メートル）、ラク賞（Prix du Lac、2400メートル）に勝ち、3100メートルのパリ大賞典に挑み大敗した。このあと、中距離に戻ってG2コートノルマン賞2着、続くラロシェト賞（Prix La Rochette、1850メートル）に勝った。

#### チャンピオンステークス挑戦
夏を休養して秋初戦のG2アンリデラマール賞で4着のあと、イギリスに遠征してニューマーケット競馬場のチャンピオンステークスに挑戦した。この競走には、この年のイギリスの三冠馬ニジンスキーが出走した。ニジンスキーは三冠達成のあとフランスへわたって凱旋門賞に出て、ササフラに不覚を取った後だったが、適距離の2000メートルに戻って勝利は間違いないと考えられていた。イギリス人の中にはニジンスキーの単勝に200万ポンドも賭けた不動産屋もいた。
ところが、ニジンスキーの引退レースを一目見ようと集まった2万人の観衆は出走前のニジンスキーを追いかけまわしてスターティングゲートのところまで取り囲み、ニジンスキーはすっかり興奮して消耗してしまった。ニジンスキーは動きが悪く、早めに抜けだしたローレンザッチョを捕まえられずに3馬身差で敗れた。3着にはホットフット（Hotfoot）が入り、ディクタスは4着だった。

### 4歳時（1971年）
古馬になったディクタスは、春初戦のエヴリ賞(G3、1600メートル)でファラウェイサン（Faraway Sun）をクビ差おさえて1分36秒5のレコードタイムで勝ち、グループレース初勝利を挙げた。続くガネー賞（G1、2100メートル）ではカロの前に9着に敗れ、次走モーリスドラクソン賞でも4着に終わった。

#### G1優勝
夏はメシドール賞（G3、1600メートル）で首差の2着に敗れたのち、ドーヴィル競馬場のジャックルマロワ賞（G1、1600メートル）に出た。ディクタスはイギリスの3歳馬スパークラー（Sparkler）をゴール前で半馬身捉え、G1初優勝を遂げた。

#### ブリガディアジェラードに挑戦
1マイルのG1競走に勝ったとはいえ、ディクタスの真価が問われるのは次走、イギリスのアスコット競馬場のG2戦、クイーンエリザベス2世ステークスになった。この年のヨーロッパのマイル路線には1頭の傑出馬がいた。春に2000ギニーで本命のミルリーフに3馬身差をつけて切って捨てたブリガディアジェラードである。ブリガディアジェラードはデビュー以来無傷の8連勝でこの競走に出てきた。
ディクタスがこれまで戦ってきた相手を尺度にすると、ディクタスがエヴリ賞でクビ差を争ったファラウェイサンは、その後イギリスへ渡ってサセックスステークスに挑み、ブリガディアジェラードの2着になっていた。とはいえ、着差は大差だった。しかし、ジャックルマロワ賞で半馬身差だったスパークラーは、セントジェームズパレスステークスでブリガディアジェラードとアタマ差の勝負をしていた。これはブリガディアジェラードに最も僅差まで迫ったもので、これ以外の7戦で、ブリガディアジェラードは常に2着に最低でも2馬身以上、合計で27馬身+大差をつけて勝ってきている。
9月末のアスコット競馬場のクイーンエリザベス2世ステークス（G2、1マイル=約1609メートル）には、たったの3頭しか出走しなかった。ほかはみなブリガディアジェラードを恐れて回避した。結局ディクタスはブリガディアジェラードに8馬身の差をつけられて2着になった。これがディクタスの最後の競走となった。

#### 評価
この直後、ファラウェイサンはブリガディアジェラードとの対戦を避けて10月にムーランドロンシャン賞・フォレ賞のG1競走を制した。スパークラーは古馬になってG1のモルニ賞を勝っている。
この年、G1競走に勝ったとはいえ、フランスでのディクタスの評価はそれほど高くはなく、フリーハンデでフランス馬でのランクは14位であった。
全成績は17戦6勝、獲得賞金は596,678フランと2,623ポンドだった。

## 種牡馬時代
1972年よりフランスのマレ牧場で種牡馬となる。1978年に種牡馬ランキングで5位となったのを皮切りに毎年10位以内の成績を保ち、1980年には日本の社台グループに購入された。翌1981年には自己最高のランキング2位（フランス）を記録し、さらに1983年にはザラテアがオークツリー招待ステークス、パリカラキがアーリントンハンデキャップと、産駒がそれぞれアメリカのG1競走に優勝した。日本でも供用初年度産駒から朝日杯3歳ステークス勝ち馬のスクラムダイナを出し、その後もGI競走2勝のサッカーボーイなど数々の重賞勝利馬を輩出した。1989年に23歳で死亡。サッカーボーイが後継種牡馬として3頭のGI競走優勝馬を輩出しているほか、ザラテアの産駒にフレイズ（ブリーダーズカップ・ターフなどG1競走3勝）、サッカーボーイの全妹・ゴールデンサッシュの産駒にステイゴールドがいる。

### 種牡馬としての評価・特徴
ヨーロッパでは長距離馬も送り出したものの、日本では短・中距離向きの産駒がほとんどであった。しかし、瞬発力に優れマイル〜中距離走を得意としていた代表産駒のサッカーボーイは種牡馬として数々の長距離馬やパワー型のダート馬を輩出した。ライターの村本浩平は、ディクタスから出たこうした血統的特徴を「"意外性"の血」と称している。
また、社台グループ所有馬で、1980年代の最有力種牡馬であったノーザンテーストを父に持つ繁殖牝馬との相性が良く、「ディクタス×ノーザンテーストの肌」は、社台の総帥・吉田善哉が誇る配合だった。吉田と親交の深かった作家の吉川良によれば、吉田はディクタスの死に際して「横綱ではなかったが名大関だったね」と評し、「ひとつの時代が終わったね」と吉田としては珍しく感傷的な態度を見せたという。吉川自身はディクタスについて「社台ファームを支える柱のひとつになっていた」、「社台ファームを日本一の牧場にしたのはノーザンテーストのおかげと言って間違いないが、脇役としてのディクタスの存在を忘れたら正確でない」と評している。
社台グループの白老ファーム場長・服巻滋之によると、ディクタス産駒は「機嫌を損ねると耳を後ろに寝かせ、白目を剥いて睨み付ける」という独特の表情をするものが多く、放牧地でそうした表情を見せる馬を見て「父系か母系にディクタスの血が入っていないか」と確認すると、その通りであることが多かったという。

### 主な産駒
- 1975年産
  - ラオスティック/Laostic（フェデリコテシオ賞G2）
- 1977年産
  - デイルタウン/Daeltown（コリーダ賞G3、ロンポワン賞G3）
- 1978年産
  - パリカラキ/Palikaraki（アーリントンハンデキャップG1）
- 1979年産
  - ザラテア/Zalataia（オークツリー招待ステークスG1、ドーヴィル大賞典G2、ポモーヌ賞2回、クープ賞）
  - マグワル/Magwal（エヴリ大賞典G2、ジャンプラ賞G2）
- 1980年産
  - マリードリッツ/Marie de Litz（ポモーヌ賞G2、ロワイヨモン賞G3）
- 1981年産
  - ディアマダ/Diamada（エクリプス賞G3）
  - ディクティナ/Dictina（パッカーラップステークスG3）
- 1982年産 - 1984年日本新種牡馬チャンピオン
  - スクラムダイナ - 1982年度最優秀3歳牡馬（朝日杯3歳ステークス）
  - ミスターブランディ（福島記念2回、関屋記念）
- 1984年産
  - クリロータリー（アルゼンチン共和国杯）
  - クールハート（新潟3歳ステークス、関屋記念）
  - ダイナチョイス（京都4歳特別）
- 1985年産
  - サッカーボーイ - 1987年度最優秀3歳牡馬・1988年度最優秀スプリンター（マイルチャンピオンシップ、阪神3歳ステークス、函館記念、中日スポーツ賞4歳ステークス）
  - ディクターランド（函館3歳ステークス）
- 1986年産
  - ムービースター（中山記念、金鯱賞、北九州記念、中京記念）
  - ディクターガール（スワンステークス）
- 1987年産
  - イクノディクタス - 1992年度最優秀5歳以上牝馬（京阪杯、金鯱賞、小倉記念、オールカマー）

### ブルードメアサイアーとしての主な産駒
- 1988年産
  - フレイズ/Fraise：ブリーダーズカップ・ターフ、ソードダンサー招待ハンデキャップ、ハリウッドターフカップなど重賞6勝（父ストロベリーロード、母ザラテア）
- 1994年産
  - ステイゴールド：香港ヴァーズなど重賞4勝（父サンデーサイレンス、母ゴールデンサッシュ）
    - 2001年度特別賞
- 1995年産
  - マルカコマチ：京都牝馬特別（父サンデーサイレンス、母ナショナルフラッグ）
- 2000年産
  - マッキーマックス：ダイヤモンドステークス（父ダンスインザダーク、母クリアーチャンス）
- 2001年産
  - レクレドール：ローズステークス、クイーンカップ（父サンデーサイレンス、母ゴールデンサッシュ）

## 血統表
| ディクタスの血統（ファイントップ系 / Blenheim 5×5×5=9.38%） | ディクタスの血統（ファイントップ系 / Blenheim 5×5×5=9.38%） | ディクタスの血統（ファイントップ系 / Blenheim 5×5×5=9.38%） | （血統表の出典） | （血統表の出典） |
| 父 Sanctus 1960 鹿毛 フランス                               | 父の父Fine Top 1949 黒鹿毛 フランス                         | Fine Art                                                    | Artost's Proof   | Artost's Proof   |
| 父 Sanctus 1960 鹿毛 フランス                               | 父の父Fine Top 1949 黒鹿毛 フランス                         | Fine Art                                                    | Finnolse         |                  |
| 父 Sanctus 1960 鹿毛 フランス                               | 父の父Fine Top 1949 黒鹿毛 フランス                         | Toupie                                                      | Vatellor         | Vatellor         |
| 父 Sanctus 1960 鹿毛 フランス                               | 父の父Fine Top 1949 黒鹿毛 フランス                         | Toupie                                                      | Tarentella       |                  |
| 父 Sanctus 1960 鹿毛 フランス                               | 父の母Sanelta 1954 鹿毛 フランス                            | Tourment                                                    | Tourbillon       | Tourbillon       |
| 父 Sanctus 1960 鹿毛 フランス                               | 父の母Sanelta 1954 鹿毛 フランス                            | Tourment                                                    | Fragment         |                  |
| 父 Sanctus 1960 鹿毛 フランス                               | 父の母Sanelta 1954 鹿毛 フランス                            | Satanella                                                   | Mahmoud          | Mahmoud          |
| 父 Sanctus 1960 鹿毛 フランス                               | 父の母Sanelta 1954 鹿毛 フランス                            | Satanella                                                   | Avella           |                  |
| 母 Doronic 1960 栗毛 フランス                               | 母の父Worden 1949 栗毛 フランス                             | Wild Risk                                                   | Rialto           | Rialto           |
| 母 Doronic 1960 栗毛 フランス                               | 母の父Worden 1949 栗毛 フランス                             | Wild Risk                                                   | Wild Violet      |                  |
| 母 Doronic 1960 栗毛 フランス                               | 母の父Worden 1949 栗毛 フランス                             | Sans Tares                                                  | Sind             | Sind             |
| 母 Doronic 1960 栗毛 フランス                               | 母の父Worden 1949 栗毛 フランス                             | Sans Tares                                                  | Tara             |                  |
| 母 Doronic 1960 栗毛 フランス                               | 母の母Dulzetta 1954 栗毛 フランス                           | Bozzetto                                                    | Pharos           | Pharos           |
| 母 Doronic 1960 栗毛 フランス                               | 母の母Dulzetta 1954 栗毛 フランス                           | Bozzetto                                                    | Bunworry         |                  |
| 母 Doronic 1960 栗毛 フランス                               | 母の母Dulzetta 1954 栗毛 フランス                           | Dulcimer                                                    | Donatello        | Donatello        |
| 母 Doronic 1960 栗毛 フランス                               | 母の母Dulzetta 1954 栗毛 フランス                           | Dulcimer                                                    | Dulce            |                  |